# 재생에너지법
재생에너지법(Erneuerbare-Energien-Gesetz, EEG)은 독일의 환경 관련 법률이다. 1991년 전력매입법에 이어서 2000년에 입법되었다.
원래 재생에너지 발전을 장려하기 위해 발전차액지원제도(FIT)를 제공한 일련의 독일 법률이다. EEG 2014에서는 현재 버전인 EEG 2017에서 완료된 대부분의 기술에 대해 경매 시스템으로의 전환을 명시했다.
EEG는 2000년 4월 1일에 처음 발효되었으며 이후 여러 차례 수정되었다. 원래 법안은 프로젝트의 기술과 규모에 따라 계통 연결, 우선 급전, 정부가 정한 발전차액지원제도를 20년 동안 보장했다. 이 계획은 전기 소비자에 대한 추가 요금으로 자금을 조달했으며, 나중에 전기 집약적 제조업체와 철도는 0.05 ¢/kWh만큼 적은 금액을 기여해야 한다. 2017년에는 줄어들지 않는 EEG 추가 요금이 6.88 ¢/kWh이다. 2011년 연구에 따르면 독일의 평균 전기 소매 가격은 세계 최고 수준인 약 35센트/kWh였다.
EEG는 1991년 1월 1일 발효된 전기 병입법(1991)에 선행되었다. 이 법은 세계 최초의 녹색 전기 병입 관세 체계를 시작했다. 원래 EEG는 풍력 및 광전지(PV)의 급속한 활용으로 평가되며 국내 및 국제적으로 혁신적이고 성공적인 에너지 정책 조치로 간주된다. 이 법안은 또한 바이오매스(열병합 발전 포함), 수력 발전, 지열 에너지에도 적용된다.
EEG에 대한 중요한 개정이 2014년 8월 1일에 발효되었다. 규정된 공급 관세는 가까운 미래에 대부분의 기술에 대해 사라질 것이다. 이제 특정 배치 경로에서는 재생 가능 전력이 미래에 확장될 범위를 규정하고 자금 조달 요율은 더 이상 정부가 설정하지 않고 경매를 통해 결정된다. 발전소 운영자는 생산량을 직접 판매하고 입찰 가격과 전기의 월 평균 현물 시장 가격 간의 차이를 메우기 위해 시장 프리미엄을 받는다. 이러한 부족분을 충당하기 위해 EEG 추가 요금이 그대로 유지된다. 이 새로운 시스템은 2014년 법률에 따라 지상 장착형 태양광 발전을 시작으로 단계적으로 출시되었다. 2017년 1월 1일 현재 EEG와 함께 다른 부문에 대한 추가 입법 개정이 도입되었다.
현재 EEG는 특히 운송 부문의 전력화 가능성을 고려할 때 독일의 장기 기후 보호 목표를 달성하기에는 배치 경로(표 참조)를 너무 낮게 설정했다는 비판을 받아 왔다. 정부는 2050년까지 재생에너지 비중을 80% 이상으로 늘리겠다는 목표를 세웠다.
논쟁의 여지가 있는 소비자 전력 요금에 대한 EEG 추가 요금(또는 부담금)이 2022년 7월 1일부터 폐지되었다. 그 결과, 평균 독일 가구는 연간 약 €200를 절약할 것으로 예상된다. 이제 배출권 거래 수익금과 연방 예산을 통해 지불 의무가 충족된다. 재생에너지 프로젝트에 대한 보장요금은 앞으로도 계속 제공될 예정이다.

## 같이 보기
- 독일의 환경정책
- 송전
- 독일의 에너지
- 에너지 정책
- V2G
- 세계 에너지 공급 및 소비